# Fiolka

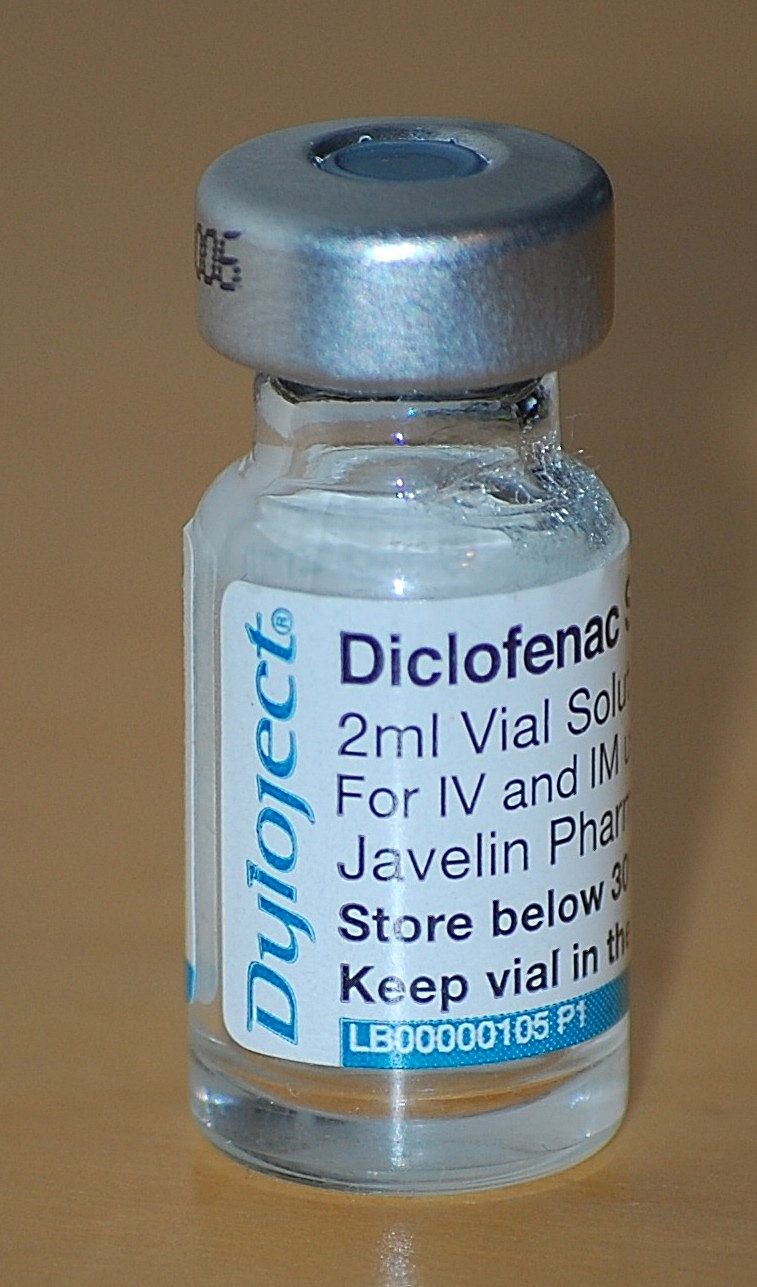
Fiolka. Pod metalowym kapslem gumowa zatyczka, w jej środku miejsce do wkłucia igły

Fiolka (łac. phiola) – szklany pojemnik do przechowywania leków do wstrzykiwań, o ściankach grubszych niż ampułka, o pojemności 10-50 ml. Zamykana jest gumową zatyczką, dodatkowo zabezpieczoną metalowym kapslem. Środek zatyczki nie jest zakryty kapslem i ma zmniejszoną grubość, co ułatwia wkłucie igły do pobrania zawartości. Fiolka powinna być obojętna fizycznie i chemicznie.
Pobieranie i rozpuszczanie leku w fiolce powinno odbywać się z użyciem igły z otworem bocznym, której konstrukcja zapobiega dostawaniu się do igły skrawków gumowych z zatyczki fiolki podczas wkłuwania i zanieczyszczeniu leku tymi skrawkami.